# 休基诺区
休金諾區（俄语：район Щу́кино）是位於莫斯科西北行政區的一個轄區，北部和波克羅夫-斯特列什涅沃區接壤，西部和斯特羅基諾區接壤，南部則和霍羅紹沃-姆尼奧夫尼基區接壤，東部則和隸屬北行政區的索科尔區接壤。休金諾區是西北行政區28區之一，亦是位于一環地區的西北行政區的8區之一。休金諾於1917年建區，1918年成爲莫斯科中央直轄市的轄區，原屬М行政區管轄，1988年蘇聯一級行政區改制後改由新設立的西北行政區管轄。在1991年和2008年的兩次莫斯科行政區改制中，休金諾區沒有變動，而且依然隸屬西北行政區管轄。科涅夫元帥街是该区内著名的路，由於勃列日涅夫時代的中央各部部長也都居住于此，因此該街道又被稱作「部長街」（Улица Министра）。

## 名稱由來

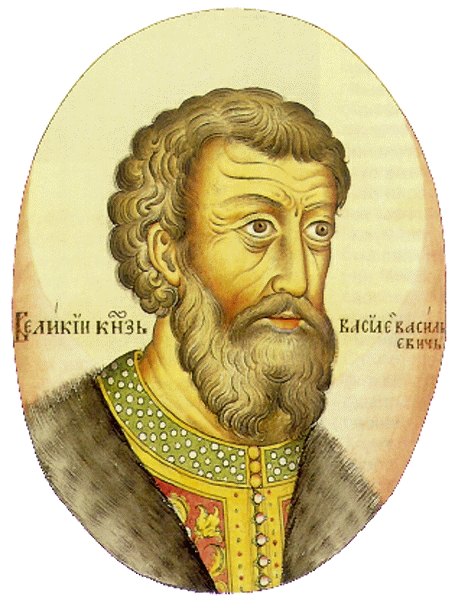
瓦西利二世

1415年3月10日，莫斯科大公瓦西里一世的長子出生，為慶祝這個男嬰的降生，瓦西利一世大公在莫斯科河東岸建立了一個村落，並將這個男嬰的乳名「休卡」（Щука），即以後的莫斯科大公瓦西里二世，定為該村的村名。

## 歷史

### 蘇聯建國前（1917年以前）
休金諾最早是位于莫斯科河東岸的一個村，村附近有一個渡口橫跨莫斯科河和斯特羅金諾村（今斯特羅金諾區）接壤。在公元前三千年，這裡就已經有人類生活，當地出土的新石器時代的文物就證明了這一點（這些文物現在全部存放在莫斯科歷史博物館）。 
關於休金諾的歸屬權，瓦西里一世在相關文獻中寫道：
А мне, великому князю, тебя держати, как отец мой, князь великий Василий Дмитриевич, держал своего брата молодшего, твоего отца, князя Юрия Дмитриевича в братстве и в чести, без обиды… и жаловати ми тебя… твоею отчиною… так же и тем же, чем брате, яз тебя пожаловал, дал ти есмь в вудел, в вотчину оудел дяди нашего, княж Константинов Дмитриевича, Ржеву и Оугличе, и с волостями, и с селы, и чем, так же и в Московском уезде села Зарадылье, Сохна, Раменеицы, Усташковские деревни, Щукинская…
我，也就是大公，你所持有的一切都是我給與的，你自出生那日起就是公儲（大公的法定繼承人），是我Василий Дмитриевич，也就是你的父親的榮譽的唯一承受者，不要害羞...你是與衆不同的...不要抱怨...同樣的，在任何光輝照耀的地方，都會敞開著歡迎你的到來。即便是你的叔叔Константин Дмитриевич，也一樣要臣服在你的腳下。Зарадылье, Сохна, Раменеицы, Усташковские деревни, Щукинская（休金諾）...等等，這些臣服于我的地方，將來同樣會臣服于你...
瓦西利一世駕崩，瓦西利二世繼位是在1425年，新大公繼位當年才10嵗，且權力非常不穩。一生中被篡位四次，又復位四次。在此過程中，休金諾村作爲一個戰略要地，其實際控制權一直處於頻繁變動中。
後來，隨著政局的穩定，休金諾地區從而得到一定的發展。在莫斯科公國升格為俄羅斯帝國，莫斯科大公升格為俄羅斯沙皇以後，休金諾就成爲了莫斯科省（省作爲一個行政單位，於1918年被州取代）管轄下的一個村。在15世紀后半段，該村的領主是一個叫做伊万·尤里耶维奇·帕特里克耶夫的男人，他是當時的第一大軍閥费德尔·尤里耶维奇·库图佐夫忠實的盟友。在沙皇伊凡四世駕崩后，政局再度陷入混亂。
1614年，Романов家族入主克里姆林宮，建立新的王朝，即羅曼諾夫王朝。而休金諾領主由於在改朝換代的過程中有功，而得到了不小的封賞。休金諾地區再度得到大力的發展。此後，在1645年，由於富裕人口的明顯增加，和居住品質的大幅提升，休金諾地區便建有了13場男性浴場和27個女性浴場，每個浴場都至少可以容納下50人。
帝國政府於1721年對休金諾地區做出的人口統計，有49個社區，每區至少有100名居民。1812年，拿破侖法國入侵，休金諾地區在戰爭期間有許多公共設施不幸被摧毀，不少人被迫撤離，然後進入衰退，儘管後來法國戰敗，但拿破侖帶來的破壞還是蠻大的。 1890年，休金諾地區作爲軍事區，成爲了炮兵部隊的駐扎地帶。到了1912年，休金諾地區還建立了可以生産77种不同類型火砲的兵工廠。 

### 蘇聯建國後（1917年以後）

#### 1917-1945
1917年11月8日，蘇俄成立後的第一早（蘇俄於1922年更名為蘇聯），便開始了人類史上最徹底的國家改造工程。原本屬於莫斯科省間接管轄的休金諾村被升級為休金諾區，改由莫斯科市直接管轄，莫斯科市於1918年1月1日正式升格為中央直轄市。
鑒于戰略地位的重要，蘇共很快就加強對休金諾地區的建設。集體農莊，十月廣場，還有一系列的工人宿舍樓紛紛建立。在部分街區甚至還建立了三層樓高的別墅群。由於莫斯科運河的開通，大大的改進了該地區的交通。1935年至1938年期間，休金諾地區全面普及了電動化設備，並且還擁有了一套完整的電車交通系統，該電車交通系統和航空區域以及通向該処的街道達成了緊密的聯結。
1930年，該地區成立了一個面積400公頃的醫學研究所——ЛИПАН（庫爾恰托夫研究所的前身）。1943年，由於一些建築未能完成，導致一些設備為避免落入敵人手中而被轉移至別處，直到戰後才轉移回來。
1941年，法西斯德國派遣飛機閃電轟炸莫斯科，地點是位于休金諾區24街的第六醫院，但運河對岸的蘇軍方反應迅速，隨即釋出防空氣球模糊了侵略軍的轟炸目標，並最終摧毀敵機。

#### 1945-1991
戰爭結束後，在1960年以前，相關的大規模建設，尤其是和住宅有關的建築發展極快。在十月廣場大廈5層，相關科研機構的發展的決策辦公室開通，為科研方面的研究提供了巨大的平臺。庫爾恰托夫研究所在核能運用方面的研究一枝獨秀。在不遠處，位于24街的第六醫院，病毒學和流行病學研究所也相繼取得了一定的突破。由於從事科研的人口明顯增加，該地區的住房需求帶動了建築行業的強力發展。
20世紀80年代，休金諾區最終確定了所有街道的名稱，並且這些街道的名稱至今沒有再作變動。1988年，莫斯科原有的30個行政區整合為8個，休金諾區在М行政區撤銷後被劃分為西北行政區的轄區。

#### 1991-2007
1991年，莫斯科原有的8個行政區擴充為10個，從南行政區分出西南行政區和東南行政區，包括西北行政區在内的其他7個行政區其他不變，休金諾區繼續隸屬西北行政區管轄。

#### 2008-今
2008年，西北行政區由於莫斯科擴大而擴大，擁有的轄區由8個擴充為28個，休金諾區不變，還是繼續隸屬西北行政區管轄。
休金諾自蘇聯統一後就一直是莫斯科發展最快的地區之一，在住房建設，運輸基礎設施建設上，均名列前茅。該地區有兩個主要的購物和娛樂中心 - 「Пятая авеню」和「Щука」。
「Пятая авеню」位於比留佐夫元帥街（Улице Маршала Бирюзова），在這個購物娛樂中心有一家複合電影院叫做「Синема-Парк на Октябрьском Поле」，此外還有一個美食廣場，一些商店，台球俱樂部，超市，地下停車場。「Щука」則位於瓦西列夫斯基元帥街（Улице Маршала Василевского），該購物娛樂中心可以從休金諾地鐵站（Щукинская）直接抵達。這裡有一家叫做「Каро Фильм」的電影院，一些保齡球館，美食廣場和各種不同價位的商店。